# Armatocereus mataranus
Armatocereus mataranus ist eine Pflanzenart in der Gattung Armatocereus aus der Familie der Kakteengewächse (Cactaceae). Das Artepitheton mataranus verweist auf das Vorkommen der Art bei Matara in der Nähe von San Marcos.

## Beschreibung
Armatocereus mataranus wächst baumförmig, häufig mit kräftigen Zweigen, und erreicht Wuchshöhen von 3 bis 7 Meter. Die bläulich graugrünen Triebe sind in 30 bis 50 Zentimeter lange Segmente mit einem Durchmesser von 10 bis 15 Zentimeter gegliedert. Es sind fünf bis sieben deutliche Rippen vorhanden, die 4 bis 5 Zentimeter hoch sind. Die pfriemlichen Dornen sind grau und besitzen eine dunklere Spitze. Die drei bis acht Mitteldornen weisen eine Länge von 1,5 bis 6 Zentimeter auf. Die sechs bis zehn Randdornen sind 3 bis 20 Millimeter lang.
Die weißen Blüten sind bis zu 9 Zentimeter lang. Die Früchte erreichen eine Länge von 6 bis 8 Zentimeter.

## Verbreitung und Systematik
Armatocereus mataranus  ist in den peruanischen Regionen Cajamarca und Ancash verbreitet.
Die Erstbeschreibung erfolgte 1966 durch Friedrich Ritter, enthielt aber keine Angaben zum Typus. Diese wurden durch Ritter kurz darauf nachgereicht.
Es werden folgende Unterarten unterschieden:
- Armatocereus mataranus subsp. ancashensis (F.Ritter) Ostolaza:
Die Erstbeschreibung erfolgte 1981 als Armatocereus mataranus var. ancashensis durch Friedrich Ritter.[4] Carlos Ostolaza stellte die Varietät 1998 als Unterart zur Art Armatocereus mataranus.[5] Die Unterart hat stärker verjüngte Triebsegmente. Die Früchte sind weniger dicht bedornt.
- Armatocereus mataranus subsp. mataranus:
Die Nominatform hat kaum verjüngte Triebsegmente. Die Früchte sind dicht bedornt.

Die Art ist möglicherweise mit Armatocereus laetus identisch.

## Nachweise